# Flavius Mallius Theodorus
Flavius Mallius Theodorus (4. század – 5. század) római grammatikus.
399-ben consul volt. Egyetlen, rövid munkája maradt fenn „De metris" (A versmértékekről) címmel. A munka, noha jórészt elődeire támaszkodik, több önálló megfigyelést is tartalmaz.
| Elődei: Honorius és Flavius Eutychianus | Consul 399 collega: Eutropius | Utódai: Flavius Stilicho és Flavius Aurelianus |